# Nana Miyagi
Pour les articles homonymes, voir Miyagi.
Nana Smith Miyagi (宮城 ナナ, Miyagi Nana, née le 10 avril 1971 à Seattle, Washington) est une joueuse de tennis japonaise.
Américano-Canadienne par son père, elle émigrait au Japon à l'âge de treize ans et participait à ses premiers tournois professionnels en 1988.
Jouant revers et coup droit à deux mains, comme Monica Seles, elle a gagné dix tournois WTA en double dames au cours de sa carrière, notamment avec Naoko Kijimuta, Yayuk Basuki ou Tamarine Tanasugarn.
Nana Miyagi a fait partie de l'équipe japonaise de Fed Cup presque sans discontinuer de 1989 à 2000, atteignant les quarts de finale en 1994 aux côtés de Date, Sawamatsu et Endō.

## Palmarès

### Titre en simple dames
Aucun

### Finale en simple dames
| No | Date       | Nom et lieu du tournoi  | Catégorie | Dotation  | Surface    | Vainqueure    | Score    |          |
| -- | ---------- | ----------------------- | --------- | --------- | ---------- | ------------- | -------- | -------- |
| 1  | 07-10-1996 | Wismilak Open, Surabaya | Tier IV   | 107 500 $ | Dur (ext.) | Wang Shi-Ting | 6-4, 6-0 | Parcours |

### Titres en double dames
| No | Date       | Nom et lieu du tournoi             | Catégorie | Dotation  | Surface         | Partenaire          | Finalistes                          | Score         |          |
| -- | ---------- | ---------------------------------- | --------- | --------- | --------------- | ------------------- | ----------------------------------- | ------------- | -------- |
| 1  | 20-08-1990 | OTB International Open Schenectady | Tier V    | 75 000 $  | Dur (ext.)      | Alysia May          | Linda Ferrando Wiltrud Probst       | 6-4, 5-7, 6-3 | Parcours |
| 2  | 15-04-1991 | Volvo Open Pattaya                 | Tier V    | 75 000 $  | Dur (ext.)      | Suzanna Wibowo      | Rika Hiraki Akemi Nishiya           | 6-1, 6-4      | Parcours |
| 3  | 27-09-1993 | Sapporo Open Sapporo               | Tier IV   | 100 000 $ | Moquette (int.) | Yayuk Basuki        | Yone Kamio Naoko Kijimuta           | 6-4, 6-2      | Parcours |
| 4  | 04-10-1993 | P&G Open Taïwan                    | Tier IV   | 100 000 $ | Dur (ext.)      | Yayuk Basuki        | Jo-Anne Faull Kristine Radford      | 6-4, 6-2      | Parcours |
| 5  | 01-01-1997 | Gold Coast Classic Gold Coast      | Tier III  | 164 250 $ | Dur (ext.)      | Naoko Kijimuta      | Ruxandra Dragomir Silvia Farina     | 7-6, 6-1      | Parcours |
| 6  | 06-01-1997 | ANZ Tasmanian International Hobart | Tier IV   | 107 500 $ | Dur (ext.)      | Naoko Kijimuta      | Barbara Rittner Dominique Monami    | 6-3, 6-1      | Parcours |
| 7  | 17-02-1997 | IGA Tennis Classic Oklahoma City   | Tier III  | 164 250 $ | Dur (int.)      | Rika Hiraki         | Marianne Werdel Tami Whitlinger     | 6-4, 6-1      | Parcours |
| 8  | 05-01-1998 | ASB Bank Classic Auckland          | Tier IV   | 107 500 $ | Dur (ext.)      | Tamarine Tanasugarn | Julie Halard Janette Husárová       | 7-6, 6-4      | Parcours |
| 9  | 13-04-1998 | Japan Open Tokyo                   | Tier III  | 164 000 $ | Dur (ext.)      | Naoko Kijimuta      | Amy Frazier Rika Hiraki             | 6-3, 4-6, 6-4 | Parcours |
| 10 | 30-09-2002 | AIG Japan Open Tokyo               | Tier III  | 170 000 $ | Dur (ext.)      | Shinobu Asagoe      | Svetlana Kuznetsova Arantxa Sánchez | 6-4, 4-6, 6-4 | Parcours |

### Finales en double dames
| No | Date       | Nom et lieu du tournoi                     | Catégorie | Dotation    | Surface         | Vainqueures                        | Partenaire       | Score         |          |
| -- | ---------- | ------------------------------------------ | --------- | ----------- | --------------- | ---------------------------------- | ---------------- | ------------- | -------- |
| 1  | 24-04-1989 | Taipei International Championships Taïwan  | Tier V    | 50 000 $    | Dur (ext.)      | Maria Lindström Heather Ludloff    | Cecilia Dahlman  | 4-6, 7-5, 6-3 | Parcours |
| 2  | 21-09-1992 | Nichirei International Championships Tokyo | Tier II   | 350 000 $   | Dur (ext.)      | Mary Joe Fernández Robin White     | Yayuk Basuki     | 6-4, 6-4      | Parcours |
| 3  | 04-04-1994 | Japan Open Tennis Championships Tokyo      | Tier III  | 150 000 $   | Dur (ext.)      | Mami Donoshiro Ai Sugiyama         | Yayuk Basuki     | 6-4, 6-1      | Parcours |
| 4  | 11-04-1994 | Volvo Open Pattaya                         | Tier IV   | 100 000 $   | Dur (ext.)      | Patty Fendick Meredith McGrath     | Yayuk Basuki     | 7-6, 3-6, 6-3 | Parcours |
| 5  | 02-10-1995 | Wismilak Open Surabaya                     | Tier IV   | 107 500 $   | Dur (ext.)      | Petra Kamstra Tina Križan          | Stephanie Reece  | 2-6, 6-4, 6-1 | Parcours |
| 6  | 13-11-1995 | Volvo Open Pattaya                         | Tier IV   | 107 500 $   | Dur (ext.)      | Jill Hetherington Kristine Radford | Kristin Godridge | 2-6, 6-4, 6-3 | Parcours |
| 7  | 28-10-1996 | Ameritech Cup Chicago                      | Tier II   | 450 000 $   | Moquette (int.) | Lisa Raymond Rennae Stubbs         | Angela Lettiere  | 6-1, 6-1      | Parcours |
| 8  | 18-11-1996 | Volvo Women’s Open Pattaya                 | Tier IV   | 107 500 $   | Dur (ext.)      | Miho Saeki Yuka Yoshida            | Tina Križan      | 6-2, 6-3      | Parcours |
| 9  | 21-05-1997 | World Doubles Cup Édimbourg                |           | 188 125 $   | Terre (ext.)    | Nicole Arendt Manon Bollegraf      | Rachel McQuillan | 6-1, 3-6, 7-5 | Parcours |
| 10 | 02-10-2000 | Toyota Princess Cup Tokyo                  | Tier II   | 535 000 $   | Dur (ext.)      | Julie Halard Ai Sugiyama           | Paola Suárez     | 6-0, 6-2      | Parcours |
| 11 | 19-03-2003 | NASDAQ-100 Open Miami                      | Tier I    | 2 960 000 $ | Dur (ext.)      | Liezel Huber Magdalena Maleeva     | Shinobu Asagoe   | 6-4, 3-6, 7-5 | Parcours |
| 12 | 31-03-2003 | Clay Court Classic Sarasota                | Tier IV   | 140 000 $   | Terre (ext.)    | Liezel Huber Martina Navrátilová   | Shinobu Asagoe   | 7-68, 6-3     | Parcours |

## Parcours en Grand Chelem

### En simple dames
| Année | Open d'Australie | Open d'Australie | Internationaux de France | Internationaux de France | Wimbledon       | Wimbledon        | US Open         | US Open          |
| ----- | ---------------- | ---------------- | ------------------------ | ------------------------ | --------------- | ---------------- | --------------- | ---------------- |
| 1990  | 2e tour (1/32)   | Barbara Paulus   | 2e tour (1/32)           | Ann Grossman             | 1er tour (1/64) | Robin White      | 1er tour (1/64) | Camille Benjamin |
| 1991  | 2e tour (1/32)   | Zina Garrison    | 1er tour (1/64)          | Andrea Temesvári         | 1er tour (1/64) | Emanuela Zardo   | -               | -                |
| 1992  | 1er tour (1/64)  | Nicole Pratt     | -                        | -                        | -               | -                | -               | -                |
| 1993  | 1er tour (1/64)  | Silke Meier      | -                        | -                        | -               | -                | -               | -                |
| 1994  | -                | -                | -                        | -                        | 2e tour (1/32)  | C. Martínez      | -               | -                |
| 1995  | 1er tour (1/64)  | Kristin Godridge | -                        | -                        | 1er tour (1/64) | Sandrine Testud  | 1er tour (1/64) | Nicole Arendt    |
| 1996  | 2e tour (1/32)   | Karin Kschwendt  | 1er tour (1/64)          | Gala León García         | 1er tour (1/64) | Sabine Appelmans | 1er tour (1/64) | Brenda Schultz   |
| 1997  | 1er tour (1/64)  | Barbara Schett   | 1er tour (1/64)          | Flora Perfetti           | 1er tour (1/64) | Nathalie Tauziat | 2e tour (1/32)  | Alexandra Fusai  |
| 1998  | 2e tour (1/32)   | Lisa Raymond     | 1er tour (1/64)          | Elena Wagner             | 2e tour (1/32)  | Natasha Zvereva  | 1er tour (1/64) | Sylvia Plischke  |
| 1999  | 1er tour (1/64)  | E. Likhovtseva   | -                        | -                        | -               | -                | -               | -                |

À droite du résultat, l’ultime adversaire.

### En double dames
| Année | Open d'Australie             | Open d'Australie            | Internationaux de France     | Internationaux de France   | Wimbledon                     | Wimbledon                   | US Open                       | US Open                     |
| ----- | ---------------------------- | --------------------------- | ---------------------------- | -------------------------- | ----------------------------- | --------------------------- | ----------------------------- | --------------------------- |
| 1989  | -                            | -                           | -                            | -                          | 1er tour (1/32) Tracey Morton | M. Jaggard Lisa O'Neill     | -                             | -                           |
| 1990  | 2e tour (1/16) A. Grousbeck  | J. Thompson W. Turnbull     | 1er tour (1/32) Shawn Foltz  | Kathy Jordan E. Smylie     | 1er tour (1/32) A. Grousbeck  | Laura Garrone Laura Golarsa | 1er tour (1/32) Maya Kidowaki | M. L. Piatek Wendy White    |
| 1991  | 1er tour (1/32) Alysia May   | A. Sánchez Helena Suková    | 1er tour (1/32) S. Wibowo    | L. Neiland N. Zvereva      | 1er tour (1/32) A. Kijimuta   | Lise Gregory Alysia May     | 1er tour (1/32) B. Somerville | MJ Fernández Zina Garrison  |
| 1992  | 1er tour (1/32) J. Fuchs     | Tracey Morton Clare Wood    | -                            | -                          | -                             | -                           | 1er tour (1/32) K. Guse       | Jo-Anne Faull J. Richardson |
| 1993  | 3e tour (1/8) Yayuk Basuki   | MJ Fernández Zina Garrison  | 1er tour (1/32) Rika Hiraki  | Katrina Adams M. Bollegraf | 1er tour (1/32) Rika Hiraki   | Tessa Price Van Rensburg    | 1/2 finale Yayuk Basuki       | A. Coetzer Gorrochategui    |
| 1994  | 1er tour (1/32) Yayuk Basuki | Katrina Adams Kathy Rinaldi | 1er tour (1/32) Ei Iida      | A. Coetzer Gorrochategui   | 3e tour (1/8) Yayuk Basuki    | G. Fernández N. Zvereva     | 2e tour (1/16) Yayuk Basuki   | K. Maleeva Robin White      |
| 1995  | 1er tour (1/32) Yayuk Basuki | K. Quentrec S. Testud       | 1er tour (1/32) Yayuk Basuki | M. McGrath L. Neiland      | 1er tour (1/32) Yayuk Basuki  | Jana Novotná A. Sánchez     | 1er tour (1/32) Rita Grande   | Melicharová H. Vildová      |
| 1996  | 2e tour (1/16) S. Reece      | C. Barclay Jenny Byrne      | 1er tour (1/32) S. Reece     | K. Radford S. Stafford     | 2e tour (1/16) S. Reece       | Lisa Raymond Rennae Stubbs  | 3e tour (1/8) Rika Hiraki     | Jana Novotná A. Sánchez     |
| 1997  | 1/4 de finale N. Kijimuta    | L. Neiland Helena Suková    | 3e tour (1/8) N. Kijimuta    | L. Neiland Helena Suková   | 3e tour (1/8) N. Kijimuta     | Nicole Arendt M. Bollegraf  | 3e tour (1/8) N. Kijimuta     | L. Davenport Jana Novotná   |
| 1998  | 1/4 de finale N. Kijimuta    | L. Davenport N. Zvereva     | 1er tour (1/32) N. Kijimuta  | Rita Grande Irina Spîrlea  | 3e tour (1/8) N. Kijimuta     | M. Hingis Jana Novotná      | 2e tour (1/16) N. Kijimuta    | C. Dhenin Émilie Loit       |
| 1999  | 1er tour (1/32) R. McQuillan | Yayuk Basuki A. Mauresmo    | 2e tour (1/16) R. McQuillan  | F. Labat D. Monami         | 1er tour (1/32) R. McQuillan  | Liezel Huber K. Srebotnik   | 3e tour (1/8) Linda Wild      | S. Williams V. Williams     |
| 2000  | 1/4 de finale Debbie Graham  | M. Hingis Mary Pierce       | 2e tour (1/16) S. De Beer    | V. Ruano Paola Suárez      | 2e tour (1/16) S. De Beer     | S. Williams V. Williams     | 2e tour (1/16) S. De Beer     | Cara Black Likhovtseva      |
| 2001  | -                            | -                           | 1er tour (1/32) N. Sanjeev   | Kirstin Freye T. Musgrave  | 2e tour (1/16) Yayuk Basuki   | Navrátilová A. Sánchez      | 1er tour (1/32) Lisa McShea   | S. Testud Roberta Vinci     |
| 2002  | 2e tour (1/16) Rika Hiraki   | Tina Križan K. Srebotnik    | 1er tour (1/32) S. De Beer   | Cara Black Likhovtseva     | 2e tour (1/16) S. Asagoe      | An. Rodionova Weingärtner   | 2e tour (1/16) S. Asagoe      | Iva Majoli C. Martínez      |
| 2003  | 2e tour (1/16) S. Asagoe     | A. Kournikova Chanda Rubin  | 2e tour (1/16) S. Asagoe     | Elena Bovina Alicia Molik  | 3e tour (1/8) S. Asagoe       | V. Ruano Paola Suárez       | 2e tour (1/16) S. Asagoe      | Maja Matevžič H. Nagyová    |
| 2004  | 1er tour (1/32) Shenay Perry | V. Ruano Paola Suárez       | 2e tour (1/16) A. Cargill    | S. Kuznetsova Likhovtseva  | 1er tour (1/32) M. Washington | J. Kostanić Janet Lee       | 2e tour (1/16) A. Cargill     | B. Stewart S. Stosur        |
| 2005  | 2e tour (1/16) L. Dekmeijere | M. Sequera Meilen Tu        | 1er tour (1/32) K. Brandi    | Chakvetadze Sania Mirza    | 2e tour (1/16) A. Myskina     | D. Hantuchová Ai Sugiyama   | 1er tour (1/32) A. Myskina    | Silvia Farina Roberta Vinci |

Sous le résultat, la partenaire ; à droite, l’ultime équipe adverse.

### En double mixte
| Année | Open d'Australie             | Open d'Australie           | Internationaux de France     | Internationaux de France   | Wimbledon                    | Wimbledon                   | US Open                      | US Open                     |
| ----- | ---------------------------- | -------------------------- | ---------------------------- | -------------------------- | ---------------------------- | --------------------------- | ---------------------------- | --------------------------- |
| 1990  | -                            | -                          | -                            | -                          | 3e tour (1/8) P. Galbraith   | Jo Durie Jeremy Bates       | -                            | -                           |
| 1991  | -                            | -                          | -                            | -                          | 3e tour (1/8) Steve DeVries  | Rennae Stubbs Stoltenberg   | -                            | -                           |
| 1992  | -                            | -                          | -                            | -                          | -                            | -                           | 1er tour (1/16) A. Olhovskiy | I. Demongeot Byron Talbot   |
| 1993  | 1/4 de finale Kent Kinnear   | Zina Garrison Rick Leach   | 1er tour (1/32) Kent Kinnear | N. Medvedeva Royce Deppe   | 1er tour (1/32) Kent Kinnear | C. Suire Laurie Warder      | -                            | -                           |
| 1994  | 1er tour (1/16) Ken Flach    | Robin White Grant Connell  | 1er tour (1/32) Kent Kinnear | Erika de Lone Joshua Eagle | 2e tour (1/16) Kent Kinnear  | Pam Shriver Byron Black     | 2e tour (1/8) Kent Kinnear   | M. McGrath M. Woodforde     |
| 1995  | 1er tour (1/16) Kent Kinnear | Rennae Stubbs Scott Davis  | -                            | -                          | 1er tour (1/32) Kent Kinnear | L. Neiland M. Woodforde     | 2e tour (1/8) Kent Kinnear   | Irina Spîrlea Diego Nargiso |
| 1996  | 1er tour (1/16) Kent Kinnear | Nicole Arendt Luke Jensen  | 2e tour (1/16) Kent Kinnear  | C. Barclay A. Florent      | 2e tour (1/16) Kent Kinnear  | Navrátilová J. Stark        | 1er tour (1/16) Kent Kinnear | R. McQuillan D. Macpherson  |
| 1997  | 1er tour (1/16) Kent Kinnear | A. Kournikova Mark Knowles | 1er tour (1/32) Van Emburgh  | H. Vildová F. Messori      | 3e tour (1/8) Kent Kinnear   | Helena Suková Cyril Suk     | 2e tour (1/8) A. Kitinov     | Lisa Raymond P. Galbraith   |
| 1998  | 2e tour (1/8) Kent Kinnear   | Caroline Vis M. Bhupathi   | 1er tour (1/32) Kent Kinnear | A. Dechaume J. Fleurian    | 1er tour (1/32) Kent Kinnear | Lori McNeil T. Middleton    | 2e tour (1/8) David Roditi   | P. Tarabini D. Johnson      |
| 1999  | -                            | -                          | 2e tour (1/16) David Roditi  | C. Morariu F. Montana      | 1er tour (1/32) A. Kitinov   | M. de Swardt David Adams    | -                            | -                           |
| 2000  | -                            | -                          | 2e tour (1/16) Michael Hill  | Lisa Raymond Leander Paes  | 1er tour (1/32) T. Shimada   | Rennae Stubbs T. Woodbridge | -                            | -                           |
| 2001  | -                            | -                          | -                            | -                          | 1er tour (1/32) T. Shimada   | A. Coetzer Rick Leach       | -                            | -                           |
| 2002  | -                            | -                          | -                            | -                          | 1er tour (1/32) Stephen Huss | Rennae Stubbs Jared Palmer  | -                            | -                           |
| 2003  | -                            | -                          | 1er tour (1/16) M. Rodríguez | D. Chládková Martin Damm   | 3e tour (1/8) Stephen Huss   | An. Rodionova Andy Ram      | 2e tour (1/8) Cyril Suk      | J. Husárová Leoš Friedl     |
| 2004  | 1er tour (1/16) Jared Palmer | J. Husárová Leoš Friedl    | -                            | -                          | -                            | -                           | -                            | -                           |

Sous le résultat, le partenaire ; à droite, l’ultime équipe adverse.

## Parcours aux Jeux olympiques

### En double dames
| # | Date       | Nom de l'olympiade   | Surface    | Résultat      | Partenaire  | Ultimes adversaires                   | Score         |          |
| - | ---------- | -------------------- | ---------- | ------------- | ----------- | ------------------------------------- | ------------- | -------- |
| 1 | 19/09/2000 | Olympic Games Sydney | Dur (ext.) | 2e tour (1/8) | Ai Sugiyama | Benjamas Sangaram Tamarine Tanasugarn | 2-6, 7-5, 6-2 | Parcours |

## Parcours en Coupe de la Fédération
| #                                                                      | Date       | Lieu          | Surface      | Gagnante(s)                     | Perdante(s)                      | Score          |          |
|                                                                        |            |               |              |                                 |                                  |                |          |
| 1989 - 1er tour (groupe mondial) - Japon - Suède - 3 : 0               |            |               |              |                                 |                                  |                |          |
| 1                                                                      | 03/10/1989 | Tokyo         | Dur (ext.)   | Nana Miyagi                     | Cecilia Dahlman                  | 1-6, 6-1, 6-2  | Parcours |
|                                                                        |            |               |              |                                 |                                  |                |          |
| 1989 - 2e tour (groupe mondial) - Japon - Allemagne de l'Ouest - 0 : 3 |            |               |              |                                 |                                  |                |          |
| 2                                                                      | 03/10/1989 | Tokyo         | Dur (ext.)   | Claudia Kohde-Kilsch            | Nana Miyagi                      | 6-3, 6-4       | Parcours |
|                                                                        |            |               |              |                                 |                                  |                |          |
| 1990 - 1er tour (groupe mondial) - Japon - Chine - 3 : 0               |            |               |              |                                 |                                  |                |          |
| 3                                                                      | 23/07/1990 | Atlanta       | Dur (ext.)   | Maya Kidowaki Nana Miyagi       | Li Fang Tang Min                 | 6-1, 6-1       | Parcours |
|                                                                        |            |               |              |                                 |                                  |                |          |
| 1990 - 2e tour (groupe mondial) - Autriche - Japon - 2 : 1             |            |               |              |                                 |                                  |                |          |
| 4                                                                      | 23/07/1990 | Atlanta       | Dur (ext.)   | Maya Kidowaki Nana Miyagi       | Barbara Paulus Beate Reinstadler | 6-0, 6-0       | Parcours |
|                                                                        |            |               |              |                                 |                                  |                |          |
| 1993 - 1er tour (groupe mondial) - Japon - Colombie - 3 : 0            |            |               |              |                                 |                                  |                |          |
| 5                                                                      | 20/07/1993 | Francfort     | Terre (ext.) | Rika Hiraki Nana Miyagi         | Carmina Giraldo Cecilia Hincapie | 7-5, 6-4       | Parcours |
|                                                                        |            |               |              |                                 |                                  |                |          |
| 1993 - 2e tour (groupe mondial) - Japon - Finlande - 1 : 2             |            |               |              |                                 |                                  |                |          |
| 6                                                                      | 21/07/1993 | Francfort     | Terre (ext.) | Nanne Dahlman Petra Thoren      | Rika Hiraki Nana Miyagi          | 6-4, 5-7, 6-3  | Parcours |
|                                                                        |            |               |              |                                 |                                  |                |          |
| 1994 - 1er tour (groupe mondial) - Chine - Japon - 1 : 2               |            |               |              |                                 |                                  |                |          |
| 7                                                                      | 18/07/1994 | Francfort     | Terre (ext.) | Kimiko Date Nana Miyagi         | Chen Li Ling Li Fang             | 6-1, 6-2       | Parcours |
|                                                                        |            |               |              |                                 |                                  |                |          |
| 1994 - 2e tour (groupe mondial) - Suède - Japon - 0 : 3                |            |               |              |                                 |                                  |                |          |
| 8                                                                      | 20/07/1994 | Francfort     | Terre (ext.) | Mana Endo Nana Miyagi           | Maria Lindström Maria Strandlund | 6-72, 6-1, 6-2 | Parcours |
|                                                                        |            |               |              |                                 |                                  |                |          |
| 1994 - 1/4 de finale (groupe mondial) - Espagne - Japon - 3 : 0        |            |               |              |                                 |                                  |                |          |
| 9                                                                      | 22/07/1994 | Francfort     | Terre (ext.) | Angeles Montolio Virginia Ruano | Mana Endo Nana Miyagi            | 6-2, 2-6, 6-3  | Parcours |
|                                                                        |            |               |              |                                 |                                  |                |          |
| 1997 - Barrage (groupe mondial I) - États-Unis - Japon - 5 : 0         |            |               |              |                                 |                                  |                |          |
| 10                                                                     | 12/07/1997 | Chestnut Hill | Dur (ext.)   | Lindsay Davenport Lisa Raymond  | Naoko Kijimuta Nana Miyagi       | 6-4, 6-4       | Parcours |
|                                                                        |            |               |              |                                 |                                  |                |          |
| 1998 - 1/4 de finale (groupe mondial II) - Croatie - Japon - 4 : 1     |            |               |              |                                 |                                  |                |          |
| 11                                                                     | 25/04/1998 | Dubrovnik     | Terre (ext.) | Rika Hiraki Nana Miyagi         | Jelena Kostanić Dora Krstulovic  | 6-3, 6-3       | Parcours |
|                                                                        |            |               |              |                                 |                                  |                |          |
| 1998 - Barrage (groupe mondial II) - Corée du Sud - Japon - 1 : 4      |            |               |              |                                 |                                  |                |          |
| 12                                                                     | 25/07/1998 | Séoul         | Terre (ext.) | Choi Young-ja Kim Eun-ha        | Naoko Kijimuta Nana Miyagi       | 6-2, 7-65      | Parcours |

## Classements WTA en fin de saison

### En simple
| Année | 1988 | 1989 | 1990 | 1991 | 1992 | 1993 | 1994 | 1995 | 1996 | 1997 | 1998 | 1999 | 2000 | 2001 | 2002 | 2003 |
| Rang  | 201  | 103  | 113  | 144  | 116  | 308  | 58   | 126  | 70   | 101  | 117  | 133  | 223  | 230  | 267  | 588  |

Source : (en) « Classements de Nana Miyagi », sur le site officiel du WTA Tour

### En double
| Année | 1988 | 1989 | 1990 | 1991 | 1992 | 1993 | 1994 | 1995 | 1996 | 1997 | 1998 | 1999 | 2000 | 2001 | 2002 | 2003 | 2004 | 2005 | 2006 |
| Rang  | 274  | 115  | 125  | 105  | 47   | 53   | 34   | 46   | 29   | 18   | 26   | 57   | 38   | 91   | 59   | 39   | 107  | 116  | 599  |

Source : (en) « Classements de Nana Miyagi », sur le site officiel du WTA Tour